# Peter Rosenberger
Peter Rosenberger (* 2. April 1972 in Mannheim) ist ein deutscher Politiker (CDU). Er ist seit 2009 Oberbürgermeister von Horb am Neckar.

## Leben und Wirken
Nach dem Abitur 1991 in Mannheim absolvierte Rosenberger ein Studium an der heutigen Hochschule für Öffentliche Verwaltung in Kehl zum Diplom-Verwaltungswirt (FH). Anschließend war er von 1997 bis 2008 bei der Stadtverwaltung Mannheim beschäftigt, zunächst in der Ratsschreiberei, später als Leiter dreier Stadtteilrathäuser.
Bei der Bürgermeisterwahl 2005 in Schriesheim kandidierte er mit Unterstützung von CDU, Freien Wählern und FDP, unterlag aber um 101 Stimmen. 2008 bewarb er sich um das Amt des Bürgermeisters mit den Zuständigkeiten für Recht, Ordnung, Technische Betriebe und Hoch- und Tiefbau in Horb am Neckar und wurde vom Gemeinderat mit einer Stimme Mehrheit gewählt. 2009 wurde er auf der Liste der CDU in den Kreistag des Landkreises Freudenstadt gewählt. Nachdem 2009 der damalige Oberbürgermeister von Horb Michael Theurer ins Europäische Parlament gewählt worden war, wurde Rosenberger als einziger Kandidat bei der dadurch nötig gewordenen Neuwahl mit 98,45 Prozent zu dessen Nachfolger gewählt. Im Sommer 2015 kandidierte er für das Amt des Oberbürgermeisters seiner Heimatstadt Mannheim, unterlag dabei aber dem von SPD und Grünen nominierten Amtsinhaber Peter Kurz mit 33,8 % der Stimmen im ersten bzw. 44,9 % im zweiten Wahlgang. 2017 wurde Rosenberger als Oberbürgermeister von Horb wiedergewählt. Bei der Oberbürgermeisterwahl 2025 trat er nicht erneut an. Seine Amtszeit endet am 10. Oktober 2025.
Rosenberger kandidierte am 26. Juli 2024 bei der Landratswahl im Landkreis Esslingen, unterlag jedoch Marcel Musolf.